# ピアッツァ・アルメリーナ
ピアッツァ・アルメリーナ（イタリア語: Piazza Armerina）は、イタリア共和国シチリア州エンナ県にある、人口約2万2000人の基礎自治体（コムーネ）。県都エンナに次ぎ、県内第2位のコムーネ人口を持つ。

## 地理

### 位置・広がり

#### 隣接コムーネ
隣接するコムーネは以下の通り。括弧内のCLはカルタニッセッタ県、CTはカターニア県所属を示す。
- アイドーネ
- アッソロ
- バッラフランカ
- カルタジローネ (CT)
- エンナ
- マッツァリーノ (CL)
- ミネーオ (CT)
- ミラベッラ・インバッカリ (CT)
- ピエトラペルツィーア
- ラッドゥーザ (CT)
- サン・コーノ (CT)
- サン・ミケーレ・ディ・ガンツァリーア (CT)
- ヴァルグアルネーラ・カロペーペ

## 行政

### 分離集落
ピアッツァ・アルメリーナには、以下の分離集落（フラツィオーネ）がある。
- Aldovino, Azzolina, Bellia, Camemi, Cametrice, Cannata, Colla-Casale, Farruggio, Fegotto, Floristella, Gatta, Grottacalda, Leano, Marino, Polleri, Santa Croce, Serrafina, San Giacomo, Scarante